# Pedro Fontana García
Pedro Fontana García (Barcelona, 1952) es un empresario español. Ha ocupado cargos destacados en varias empresas del sector financiero, entre las cuales destacan Banca Catalana y el BBVA.

## Trayectoria profesional
Estudió economía en el ESADE y en 1979 cursó un MBA en la Universidad de Harvard. Se inició en el sector bancario en el Banco de Bilbao en 1976 como asesor financiero. Posteriormente trabajó en el Banco de Comercio y más tarde fue nombrado director general de la Banca Mas Sardá. Durante unos años fue consejero delegado de la cadena hotelera NH. Pasqual Maragall lo fichó a que se hiciera cargo de la dirección general de operaciones y servicios del COOB, el organismo que organizó los Juegos Olímpicos de Verano de Barcelona el 1992. Tras los Juegos, en 1994, volvería al sector financiero como presidente de Banca Catalana, cargo que ocuparía de 1994 a 1999. En el año 2000, cuando Banca Catalana fue absorbida por el BBV, la entidad tenía 377 oficinas, 634.000 clientes y un activo de 1,2 billones de pesetas. Entonces Fontana fue nombrado director general de Cataluña para Banco Bilbao Vizcaya, cargo que ocuparía hasta principios del 2009.
Tras su paso por el BBVA, en 2010 ingresó en la compañía Áreas, la empresa de áreas de servicio de autopistas y aeropuertos, donde ya era consejero desde 1998 y vicepresidente desde 2001. En 2012 fue nombrado Presidente ejecutivo de la empresa fundada por Emilio Cuatrecasas. También ha sido consejero de la empresa farmacéutica Indukern, y del Grupo Zeta, y ha sido presidente Consell de la Zona Mediterránea de APD y miembro del Consejo Asesor de Encofrados Alsina, director general de Turismo de Barcelona, y presidente del fondo de inversión Tyrus Capital.
Desde 2015 es miembro del comité ejecutivo de Elior Group y director general de Elior Concesiones, empresa que en el momento de su contratación tenía 20.923 empleados y 2.300 establecimientos en aeropuertos, autopistas y estaciones de tren en Europa y América y que el 2014 tuvo una facturación de 1.567 millones de euros.

## Trayectoria civil
Desde 1994 también formó parte del pleno de Fira Barcelona, primero como representante de Banca Catalana y posteriormente como miembro del consejo de administración en representación del BBV y de la Cámara de comercio, reemplazando a Miquel Valls.
El 1984 accedió a la junta directiva del Círculo de Economía, y en 1996 accedió a la presidencia. Abandonaría el cargo en 1999, cediéndolo a Salvador Gabarró. Aquel mismo año fue nombrado presidente del Consejo Social de la Universitat de Barcelona. Entre 2009 y 2013 presidió la Fundación ESADE. Tiene cuatro hijos.